# Diváky (zámek)
Zámek Diváky se nachází v západní části obce Diváky v okrese Břeclav. Trojkřídlá patrová barokní rezidence brněnských jezuitů byla postavena ve 40. letech 18. století podle projektu Františka Antonína Grimma. Zámek je chráněn jako kulturní památka.

## Historie
Divácký zámek byl vybudován pravděpodobně ve 40. letech 18. století jako rezidence brněnských jezuitů. Podle archivních údajů jezuitského řádu měla být výstavba ukončena roku 1747. Autorem projektu byl stavitel František Antonín Grimm. Zámek náležel řádu jezuitů náležel až do jeho zrušení roku 1773, poté přešel do vlastnictví náboženského fondu. Následně zámek zažíval časté změny majitelů. Pravděpodobně kolem poloviny 19. století byl kolem zámku založen přírodně krajinářský park, snad nahrazující starší zahradu francouzského typu. Roku 1889 byl zakoupen barony Lewetzovými, v jejichž držení zůstal až do druhé světové války. Za války se na zámku nacházelo výcvikové středisko Hitlerjugend. Po válce byl zámek zestátněn a využíván pro školní účely. Zpočátku zde sídlila zemědělská učňovská škola, později až do roku 1998 střední odborné učiliště elektrotechnické. V roce 2006 jej Jihomoravský kraj odprodal soukromým vlastníkům, kteří jej nechali zrekonstruovat. V současnosti je zámek veřejnosti nepřístupný.

## Popis
Divácký zámek je samostatně samostatně stojící patrová trojkřídlá stavba půdorysu U. Boční křídla zámku uzavírají čestný dvůr kolem jihovýchodního průčelí středního křídla. V ose středního křídla je hlavní vstup s kamenným balkonovým portálem. Boční křídla jsou završena trojúhelníkovými štíty. Ten se nachází i v ose jihovýchodního průčelí středního křídla, na severozápadním průčelí mu odpovídá nízký rizalit. Fasády zámku jsou rozčleněny nárožními lizénami a kordonovou římsou členící obě patra zámku. Okna přízemí jsou rámována plochými šambránami, v patře navíc suprafenestrami. Stropy v přízemí jsou zaklenuty valenou klenbou s výsečemi, stropy v patře jsou ploché.